# Symfonie nr. 1 (Kallstenius)
Edvin Kallstenius voltooide zijn Symfonie nr. 1 in 1926. Hij gaf hem in eerste instantie de titel Sinfonia concentrata.
De oorspronkelijke titel Sinfonia concentrata is een verwijzing naar de relatieve kortdurendheid van deze symfonie. Destijds “stond” voor een symfonie ongeveer 40 minuten, maar deze eerste van Kallstenius duurde slechts 23 minuten. Niet alleen de tijdsduur is beperkt, ook de opbouw in drie delen week af van de vierdelige klassieke opbouw. Kallstenius’ stijl week in die jaren af van wat gangbaar was in muzikaal Zweden. Men had nog weleens de neiging zich tot de Duitse stijl te wenden, terwijl Kallstenius het vaak licht hield. Dat kwam hem op een uitgestelde première, slechte uitvoering daarvan en slechte kritieken te staan. Het duurde twee jaar voordat de symfonie ten gehore werd gebracht. Dat was in een matineeprogramma in een concert met licht klassiek werk van onder andere Aleksandr Glazoenov. Dit werk, een symfonie, viel enigszins daarbij letterlijk uit de toon. De korte tijdsduur werd dan ook als positief ontvangen. De dirigent Adolf Wiklund, zelf ook componist, had zelf nog geen symfonie op papier gekregen. De symfonicus Kurt Atterberg en Ture Rangström schreven het werk vervolgens qua sfeer de grond in, maar zagen wel de kwaliteiten van dit uit de toon vallend werk. Alhoewel Kallstenius het stuk nog in 1941 bewerkte is het verder nooit populair geworden, ook niet in Zweden.
De drie delen volgens snel-langzaam-snelprincipe, waarvan de delen 1 en 3 in sonatevorm:
- Allegro ordinario
- Intermezzo malinconico
- Finale: Allegro con sprito

Het matige succes weerhield Kallstenius er niet van nog vier andere symfonieën af te leveren. Geen daarvan werd populair.

## Orkestratie
- 2 dwarsfluiten, 2 hobo’s, 2 klarinetten, 2 fagotten
- 4 hoorns, 3 trompetten, 3 trombones, 1 tuba
- pauken, piano (ad libitum)
- violen, altviolen, celli, contrabassen